# Crocus ochroleucus
Crocus ochroleucus ist eine Pflanzenart aus der Gattung der Krokusse (Crocus) innerhalb der Familie der Schwertliliengewächse (Iridaceae).

## Beschreibung

### Vegetative Merkmale
Crocus ochroleucus wächst als ausdauernde krautige Pflanze und erreicht Wuchshöhen von bis zu 12 Zentimetern, bleibt aber, je nach Standort, meist deutlich kleiner. Die Knolle ist ungefähr 1,5 Zentimeter groß, recht flach und mit einer braunen Hülle umgeben. Die schmalen, parallelnervigen, grasgrünen Laubblätter mit dem für Krokusse typischen weißen Mittelstreifen sind anfangs noch aufrecht und liegen später im Winter bereits fast auf dem Boden.

### Generative Merkmale
Die Blütezeit liegt im September oder Oktober. Die zwittrigen Blüten sind radiärsymmetrisch und dreizählig. Es sind zwei Kreise mit gleich aussehenden Blütenhüllblättern vorhanden. Die sind cremeweiß mit einem unscharf abgegrenzten, dottergelben Schlund, der nach unten hin immer heller wird und so in die schmutzigweißfarbene Kronröhre übergeht. Es ist nur ein Kreis mit drei Staubblättern vorhanden. Die Staubbeutel sind zuerst dunkel und dann vom Pollen weiß gefärbt. Der Fruchtknoten befindet sich unter der Erde. Es sind drei Griffeläste vorhanden.
Es wird eine Kapselfrucht entwickelt.
Die Chromosomenzahl beträgt 2n = 10.

## Ökologie
Bei Crocus ochroleucus handelt es sich um einen Geophyten. Aus der unterirdischen Knolle werden im Herbst Laubblätter und Blüten etwa zur gleichen Zeit ausgebildet und im Frühjahr die Speicherstoffe wieder zurückgezogen.
Der Fruchtknoten befindet sich unter der Erde und entwickelt sich nach erfolgreicher Befruchtung zu einer Kapselfrucht, die sich im Frühjahr oder späten Winter über die Erde schiebt.

## Vorkommen
Crocus ochroleucus ist im Nahen Osten verbreitet, genauer in Syrien, Israel und dem Libanon. Dort gedeiht Crocus ochroleucus hauptsächlich in felsigen Hügellandschaften.

## Systematik
Die Erstbeschreibung von Crocus ochroleucus erfolgte 1859 durch Pierre Edmond Boissier und Charles Gaillardot in Diagnoses Plantarum Orientalium novarum. Lipsiae. Series 2, 4, Seite 93.
Die Art Crocus ochroleucus gehört zur Serie Kotschyani aus der Sektion Crocus in der Untergattung Crocus innerhalb der Gattung Crocus.

## Nutzung
Crocus ochroleucus wird hin und wieder als Zierpflanze kultiviert. Die Pflanze bevorzugt sonnige Standorte auf trockenen bis frischen Böden und ist, da die Knollen mitunter recht tief liegen, trotz des südlichen Verbreitungsgebietes recht winterhart (bis in USDA-Zone 7a) und kann im deutschsprachigen Raum abgesehen von den Alpen, Südost- und Mitteldeutschland, Zentralösterreich sowie höheren Mittelgebirgslagen den Winter überall überstehen.